# Ólína Guðbjörg Viðarsdóttir
Ólína Guðbjörg Viðarsdóttir (* 16. November 1982 in Grindavík) ist eine isländische ehemalige Fußballspielerin. Die Abwehrspielerin spielte von 2003 bis 2014 mit Unterbrechungen für die isländische Nationalmannschaft. Die Abwehrspielerin hat auf Vereinsebene für verschiedene Vereine in Island, Schweden und England bereits 40 Tore in Ligaspielen erzielt.

## Vereinskarriere
Ólína begann mit dem Fußballspielen bei ihrem Heimatverein UMF Grindavík und wechselte mit 19 Jahren zum isländischen Rekordmeister Breiðablik Kópavogur, der allerdings zu der Zeit nicht mehr so dominant wie in den 1990er Jahren war. Sie wurde aber 2005 mit dem Verein Meister und Pokalsieger und 2006 Supercupsieger. Dabei landete die Abwehrspielerin mit acht Toren auf dem achten Platz der Torschützinnenliste. Weitere Stationen ihrer Karriere waren zusammen mit ihrer Partnerin Edda Garðarsdóttir KR Reykjavík (Vizemeisterschaft und Pokalsieg 2007 und 2008), KIF Örebro in Schweden (dreimal Fünfter, aber Pokalsieger 2010) und in England die Chelsea Ladies, wo sie in der FA Women’s Super League 2013 knapp dem Abstieg entgingen. Chelsea ist auch der einzige Verein, für den sie in der Liga kein Tor schießen konnte. Lediglich beim 1:1 im WSL-Pokalspiel gegen die Doncaster Bells konnte sie ein Tor für Chelsea schießen. 2013 kehrten sie und Edda dann nach Island zurück und spielten zunächst für Valur Reykjavík (Vizemeister 2013). 2015 spielte Ólína für Fylkir Reykjavík, wo sie Mannschaftskapitänin war, während Edda ihre Karriere beendet hatte. 2017 wechselte sie zu KR Reykjavík, wo sie aber nur wenige Einsätze hatte.

## Nationalmannschaft
Ólína nahm mit der U-17 Mannschaft am Nordic Cup 1999 teil, bei dem die Isländerinnen Sechste wurden. Drei Jahre später nahm sie mit der U-21-Mannschaft am Nordic Cup in der höheren Altersklasse teil und wurde nach drei Vorrundenniederlage durch einen Sieg im Elfmeterschießen gegen Griechenland Siebte.
Ihr erstes Länderspiel für die A-Nationalmannschaft absolvierte Ólína mit 20 Jahren am 14. Juni 2003 gegen Ungarn in der Qualifikation für die EM 2005, als sie in der 78. Minute eingewechselt wurde. Auf ihr nächstes A-Länderspiel musste sie dann aber mehr als zwei Jahre warten. Sie spielte aber weiterhin in der U-21-Mannschaft, mit der sie 2003 wieder am Nordic Cup teilnahm, diesmal aber das Spiel um den siebten Platz im Elfmeterschießen gegen Finnland verlor. Auch beim Nordic Cup 2004, der in ihrer Heimat stattfand, kam sie zum Einsatz. In vier Spielen spielten sie viermal remis, womit sie sogar das Spiel um Platz 5 gegen Deutschland erreichten und dies im Elfmeterschießen gewannen.
Am 24. Juni 2005 stand sie beim Spiel gegen die USA dann wieder für die A-Nationalmannschaft auf dem Platz und wie in den vier folgenden Spielen spielte sie über die vollen 90 Minuten. Dann wurde sie in den beiden folgenden Spielen jeweils gegen Spielende ausgewechselt. Nach einer Pause von einem Spiel – in der sie mit der U-21-Mannschaft letztmals am Nordic Cup teilnahm und Vierte wurde – folgten zwei Spiele mit Kurzeinsätzen als Ein- bzw. Auswechselspielerin. In den nächsten elf Spielen der Nationalmannschaft kam sie nur einmal im Mai 2007 zu einem Kurzeinsatz.
Ab dem Algarve-Cup 2008 war sie dann Stammspielerin und fehlte in 44 Spielen nur einmal. Sie stand zumeist in der Startelf und wurde nur noch gelegentlich ausgewechselt, zumeist in den Schlussminuten aus taktischen Gründen. Am 25. April 2009 erzielte sie beim 1:1 gegen die Niederlande ihr erstes Länderspieltor. Sie war Teil des Kaders bei der Fußball-Europameisterschaft der Frauen 2009 in Finnland. Ólína stand bei allen drei Vorrundenspielen auf dem Platz. Die Mannschaft schied ohne Punkte aus dem Turnier aus, verlor dabei aber gegen Vize-Europameister Norwegen und Weltmeister Deutschland nur jeweils knapp mit 0:1 und war damit die Mannschaft mit den wenigsten Gegentoren gegen den späteren Europameister.
Ein Höhepunkt in ihrer Karriere war das Erreichen des Algarve-Cup Finale 2011 gegen die USA, das allerdings nach 2:1-Führung mit 2:4 verloren wurde, wobei sie aber in der 36. Minute ausgewechselt wurde.
Nach ihrem 55. Länderspiel folgte eine Schwangerschaftspause von 16 Monaten. Erst im dritten Gruppenspiel des Algarve-Cup 2013 kam sie wieder zum Einsatz, wurde aber in der 63. Minute als dritte Spielerin ausgewechselt. Auch in den nächsten drei Spielen erlebte sie das Spielende nicht auf dem Platz. Sie wurde aber für die Fußball-Europameisterschaft der Frauen 2013 nominiert, wurde allerdings erst im zweiten Gruppenspiel gegen Titelverteidiger Deutschland beim Stand von 0:2 eingewechselt. Sie konnte dem Spiel aber keine Wende geben, das schlussendlich mit 0:3 verloren wurde. Beim 1:0 im dritten Gruppenspiel gegen die Niederländerinnen wurde sie auch erst vier Minuten vor dem Spielende eingewechselt. Als bester Gruppendritter erreichten die Isländerinnen das Viertelfinale. Hier stand sie dann in der Startelf und spielte über 90 Minuten, verlor aber gegen Gastgeber Schweden mit 0:4, wobei sie die beste Spielerin der isländischen Mannschaft war.
Nach einem Einsatz im nächsten Spiel unter dem neuen Nationaltrainer Freyr Alexandersson folgte eine Pause von drei Spielen. Beim Algarve-Cup 2014 wurde sie erst im dritten Gruppenspiel wieder eingesetzt, aber nach 55 Minuten ausgewechselt. Im Spiel um Platz 3 wurde sie dann eingewechselt und erhielt 10 Minuten nach ihrer Einwechslung ihre achte von bisher neun Gelben Karten. Von den folgenden sechs Spielen machte sie nur vier mit, spielte dabei aber immer über 90 Minuten. Am 21. August 2014 machte sie ihr letztes Länderspiel.

## Erfolge
- Isländischer Meister 2005, (mit Breiðablik Kópavogur)
- Isländischer Pokalsieger 2005 (mit Breiðablik Kópavogur), 2007 und 2008 (mit KR Reykjavík)
- Isländischer Supercupsieger 2006 (mit Breiðablik Kópavogur)
- Schwedischer Pokalsieger 2010 (mit KIF Örebro)

## Privates
Ólína lebt mit ihrer Partnerin Edda Garðarsdóttir zusammen und wurde im Juni 2012 Mutter einer Tochter.